# بارو وفرنيس (دائرة انتخابية في المملكة المتحدة)
بارو وفرنيس  (بالإنجليزية: Barrow and Furness)‏ هي إحدى الدوائر الانتخابية في المملكة المتحدة الممثلة في مجلس العموم في برلمان المملكة المتحدة.
عضو البرلمان الذي يمثلها حالياً هو :Rt Hon John Hutton (Lab).